# Toyota Avanza
Toyota Avanza – subkompaktowy samochód osobowy produkowany przez japońską firmę Toyota od roku 2003. Dostępny jako 5-drzwiowy van. Następca modelu Kijang. Do napędu użyto silników R4 o pojemnościach: 1,0, 1,3 oraz 1,5 litra. Moc przenoszona jest na oś tylną poprzez 5-biegową manualną lub 4-biegową automatyczną skrzynię biegów. Model sprzedawany jest także pod nazwą Daihatsu Xenia.

## Dane techniczne (R4 1.3)

### Silnik
- R4 1,3 l (1288 cm³), 4 zawory na cylinder, DOHC
- Układ zasilania: wtrysk EFi
- Średnica cylindra × skok tłoka: 72,00 mm × 79,70 mm
- Stopień sprężania: 10,0:1
- Moc maksymalna: 94 KM (69 kW) przy 6000 obr./min
- Maksymalny moment obrotowy: 120 N•m przy 4400 obr./min

### Osiągi
- Przyspieszenie 0-100 km/h: b/d
- Prędkość maksymalna: b/d

## Dane techniczne (R4 1.5)

### Silnik
- R4 1,5 l (1495 cm³), 4 zawory na cylinder, DOHC
- Układ zasilania: wtrysk EFi
- Średnica cylindra × skok tłoka: 72,00 mm × 91,80 mm
- Stopień sprężania: 10,0:1
- Moc maksymalna: 109 KM (80 kW) przy 6000 obr./min
- Maksymalny moment obrotowy: 141 N•m przy 4400 obr./min

### Osiągi
- Przyspieszenie 0-100 km/h: b/d
- Prędkość maksymalna: b/d